# .za
.za（ドットゼットエー）は、南アフリカ共和国に割り当てられている国別コードトップレベルドメイン（ccTLD）である。ZADNAによって管理されている。

## 概要
「ZA」は、「南アフリカ」を意味するオランダ語「Zuid-Afrika」の略称である。
アパルトヘイト時代の統治民族であるアフリカーナーが使用するアフリカーンス語はオランダ語を源流としており、1925年までオランダ語は南アフリカにおいて公用語として使用されていたことによる。アフリカーンス語で「南アフリカ」を表記する場合は、「Suid-Afrika」である。
「South Africa」「Suid-Afrika」の省略形である「.sa」は、サウジアラビアによって既に使用されているドメインであったため、旧公用語のオランダ語による「.za」を使用することとなった。

## セカンドレベルドメイン
南アフリカ共和国内に住所や所在地を持つ個人、団体、組織であれば、誰でも「.za」に属すセカンドレベルドメインを取得することができる。また下記のような用途の限られたセカンドレベルドメインもある。
- ac.za
- city.za
- co.za
- edu.za
- gov.za
- law.za
- mil.za
- nom.za
- org.za
- school.za